# Pirkko Määttä
Pirkko Määttä (* 7. března 1959 Kuusamo) je bývalá finská běžkyně na lyžích. Na Zimních olympijských hrách 1984 a 1988 získala bronzové medaile v závodě štafet na 4 × 5 km. Zlatou medaili získala ve štafetě na MS 1989 v Lahti. Na tomto šampionátu získala i stříbro a bronz v individuálních disciplínách.